# Louis Balart

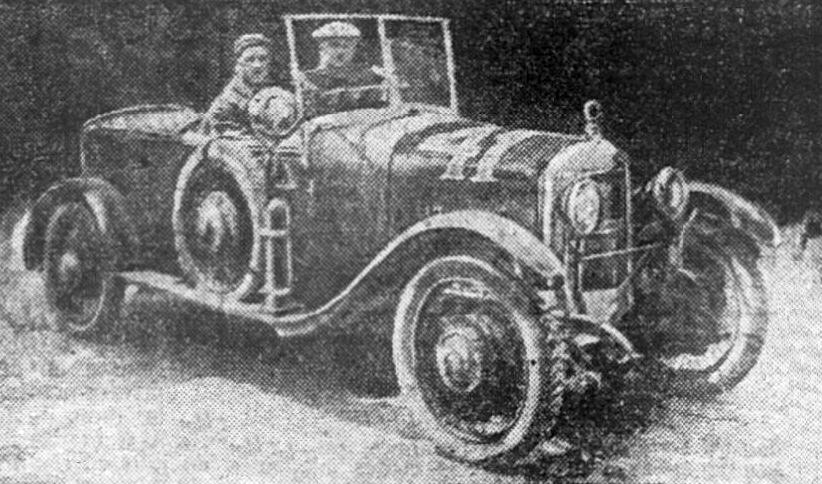
Louis Balart und Robert Doutrebente im Corre La Licorne V16 10CV Sport beim 24-Stunden-Rennen von Le Mans 1925

Louis Balart (* 18. August 1887 in Lussac-les-Églises; † 19. Mai 1967 in L’Isle-Adam) war ein französischer Autorennfahrer.

## Karriere
Louis Balart war ein bekannter und erfolgreicher Sportwagenpilot der 1920er- und 1930er-Jahre. Zwischen 1923 und 1931 war er siebenmal beim 24-Stunden-Rennen von Le Mans am Start. Beim Debütrennen 1923 erreichte er mit seinem Landsmann Charles Drouin auf einem Corre-La Licorne den 25. Rang in der Gesamtwertung. Ein Jahr später fuhr er bei einem Langstreckenrennen zum ersten Mal ins Spitzenfeld. Das 24-Stunden-Rennen von Spa-Francorchamps 1924 beendete er als Gesamtfünfter. Für das Rennteam vom Corre-La Licorne fuhr der Franzose als Werksfahrer bis zum Ablauf der Saison 1926 und erzielte mit dem achten Rang in Le Mans 1925 eine weitere Spitzenplatzierung.
Nach dem Ende der Rennaktivitäten von Licorne bestritt er 1928 Rennen für die Rennmannschaft von Pierre Fenaille. Zum Einsatz kamen Sportwagen von Tracta. 1928 schaffte er in Le Mans den 19. Endrang und 1929 den Neunten. Beim Coupe Georges Boillot 1928 fiel er aus.
Bei seinem letzten Antreten in Le Mans gab es die beste Endplatzierung. Im Lorraine Sport seines Landsmanns Henri Trébor wurde er Gesamtvierter.

## Statistik

### Le-Mans-Ergebnisse
| Jahr | Team                                    | Fahrzeug                        | Teamkollege        | Platzierung            | Ausfallgrund |
| ---- | --------------------------------------- | ------------------------------- | ------------------ | ---------------------- | ------------ |
| 1923 | Societe Française des Automobiles Corre | Corre La Licorne V14 8CV        | Charles Drouin     | Rang 25                |              |
| 1924 | Société Française des Automobiles Corre | Corre La Licorne V16 10CV Sport | Charles Drouin     | Ausfall                | Motorschaden |
| 1925 | Société Française des Automobiles Corre | Corre La Licorne V16 10CV Sport | Robert Doutrebente | Rang 8 und Klassensieg |              |
| 1926 | Société Française des Automobiles Corre | Corre-La Licorne G6 Sport       | Waldemar Lestienne | Ausfall                | Unfall       |
| 1928 | SA des Automobiles Tracta               | Tracta Type A                   | Maurice Benoist    | Rang 12                |              |
| 1929 | SA des Automobiles Tracta               | Tracta Type A                   | Louis Debeugny     | Rang 9 und Klassensieg |              |
| 1931 | Henri Trébor                            | Lorraine Sport                  | Henri Trébor       | Rang 4                 |              |

### 24-St-Spa-Ergebnisse
| Jahr | Team                                    | Fahrzeug         | Teamkollege   | Platzierung            | Ausfallgrund |
| ---- | --------------------------------------- | ---------------- | ------------- | ---------------------- | ------------ |
| 1924 | Societe Française des Automobiles Corre | Corre La Licorne | Albert Colomb | Rang 5 und Klassensieg |              |